# Pteropus faunulus
Pteropus faunulus es una especie de murciélago de la familia Pteropodidae.

## Distribución geográfica
Es endémica de la India.

## Hábitat
Su hábitat natural son: clima subtropical o tropical, húmedo de tierras de baja altitud, bosques y pantanos.

## Estado de conservación
Se encuentra amenazada de extinción por la pérdida de su hábitat natural.